# Marie-Louise de Madagascar
Marie-Louise Razafinkeriefo de Madagascar (Saint-Denis, 1 de maio de 1897 - Bazoches-sur-le-Betz, 18 de janeiro de 1948), é a última herdeira dos reis e rainhas de Madagascar. Era sobrinha-neta e filha adotiva de Ranavalona III. Ela nasceu na Reunião, para onde sua família foi deportada pelo Estado francês. Ela é então forçada a viver na Argélia e na França continental. Durante a Segunda Guerra Mundial, ela atuou no conflito como enfermeira.

## Biografia

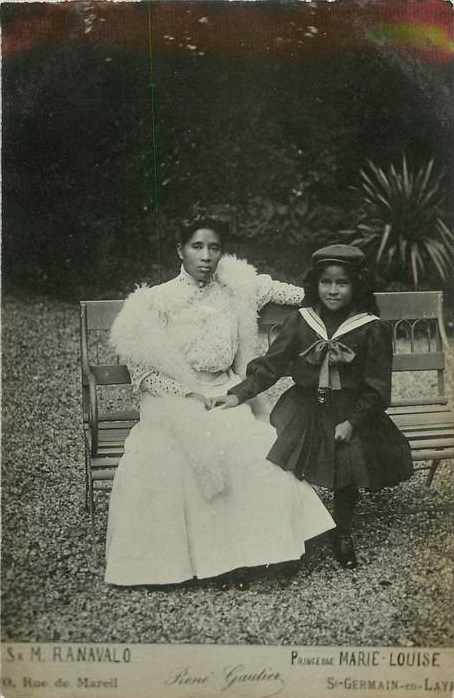
Princesa Marie-Louise Razafinkeriefo (à direita) com a Rainha Ranavalona III em Saint-Germain-en-Laye, em 1905

A princesa Marie-Louise Razafinkeriefo (às vezes chamada de Marie-Louise Razafinandriamanitra) nasceu no exílio em 1º de maio de 1897 no Hôtel de l'Europe em Saint-Denis, Ilha da Reunião. Sua mãe, a princesa Razafinandriamanitra, era filha da princesa Rasendranoro e sobrinha de Ranavalona III. Ela era uma filha ilegítima, porque sua mãe a concebeu com um soldado francês que permaneceu desconhecido. A princesa nasceu enquanto a família real estava exilada na Ilha da Reunião, após a abolição da monarquia malgaxe pelo estado colonial francês. Sua mãe morreu cinco dias após o parto. Embora a família real seja protestante, Marie-Louise Razafinkeriefo foi batizada na fé católica na catedral de Saint-Denis para apaziguar os franceses. Ela foi então adotada pela Rainha Ranavalona e era, de acordo com as regras tradicionais de sucessão, a herdeira aparente do trono abolido de Madagáscar.
Um mês depois de chegar a Saint-Denis, a família real instalou-se na casa Ponama, perto dos escritórios do governo francês. A casa real incluía, além da rainha e das princesas, duas secretárias, uma cozinheira, uma empregada doméstica e criadas. Eles moraram nesta casa por quase dois anos antes de serem transferidos pelo governo francês. Devido às tensões entre a França e o Reino Unido sobre o conflito no Sudão, as autoridades francesas temiam que o povo da ilha de Madagascar se rebelasse novamente contra o governo francês. A presença da rainha Ranavalona na Reunião sendo considerada uma possível fonte de encorajamento para os rebeldes malgaxes, fez com que a família real fosse deportada para territórios franceses mais distantes. Em 1º de fevereiro de 1899, eles embarcaram no navio a vapor Yang-Tse e embarcaram para Marselha. Eles foram detidos na França por vários meses antes de serem transferidos para uma villa de propriedade de Sidi M'Hamed na Argélia francesa.
A princesa Marie-Louise Razafinkeriefo deixou a Argélia e foi para a França a fim de fazer estudos secundários no Lycée de jeunes filles de Versailles, período durante o qual sua tia-avó, a rainha Ranavalona III, morreu em 1917. Na França, Marie-Louise conhece um engenheiro agrônomo francês chamado André Bosshard. Eles se casam em 24 de junho de 1921. Ela continua recebendo uma pequena pensão do governo francês, mas decide seguir a carreira de enfermeira. Ela foi condecorada com a Legião de Honra pelo governo francês por seus serviços médicos durante a Segunda Guerra Mundial. O casamento de Marie-Louise Razafinkeriefo e André Bosshard não teve filhos e, posteriormente, divorciaram-se. Ela vive os últimos anos de sua vida social na alta sociedade parisiense, tendo morrido em Bazoches-sur-le-Betz em 18 de janeiro de 1948.